# Hristijan Mickoski
Hristijan Mickoski (în macedoneană Христијан Мицкоски, n. 29 septembrie 1977, Shkupi, RSF Iugoslavia) este un politician macedonean și fost inginer mecanic, care ocupă în prezent funcția de prim-ministru al Macedoniei de Nord, poziție pe care o deține din iunie 2024. De asemenea, este profesor universitar și lider al partidului VMRO-DPMNE. În 2016, Mickoski a devenit director al companiei Power Plants of Macedonia, iar în perioada 2015–2017 a fost consilier pe probleme de energie al prim-miniștrilor Nikola Gruevski și Emil Dimitriev⁠(d). Fiind singurul candidat, a fost ales lider al VMRO-DPMNE la cel de-al 16-lea congres al partidului, desfășurat la Valandovo.

## Biografie
Hristijan Mickoski s-a născut la 29 septembrie 1977, la Skopje, pe atunci în Republica Socialistă Macedonia, parte a RSF Iugoslavia. Între 2016 și 2017 a fost director al companiei de stat Producători de Energie Electrică din Macedonia (Power Plants of Macedonia). Deține titlul de doctor. În 2011, a fost profesor invitat la Universitatea Tehnică din Viena. A fost conferențiar la Facultatea de Inginerie Mecanică a Universității „Ss. Chiril și Metodiu” din Skopje, iar în 2019 a devenit profesor titular. Între 2015 și 2017 a fost consilier pe probleme energetice al prim-miniștrilor Nikola Gruevski și Emil Dimitriev⁠(d).

## Carieră politică

### Lider de partid
După demisia lui Nikola Gruevski, Mickoski a devenit noul lider al partidului naționalist VMRO-DPMNE la 23 decembrie 2017, în cadrul celui de-al XVI-lea congres al partidului, desfășurat la Valandovo, și astfel lider al opoziției din țară.
Potrivit unor membri ai partidului, în tinerețe Hristijan Mickoski a fost candidat al Partidului Liberal Democrat la președinția Uniunii Studenților de la Universitatea „Sf. Chiril și Metodiu” din Skopje și un opozant ferm al VMRO-DPMNE, aflat atunci la guvernare. Alți membri ai VMRO-DPMNE l-au acuzat că nu a fost membru al partidului până în 2010. Potrivit lui Ljubčo Georgievski⁠(d), Mickoski s-a afirmat ca activist de partid abia în 2016. Anterior, din iulie 2017, a fost secretar general al partidului.
Aderența sa la orientarea pro-UE și pro-NATO a fost pusă la îndoială de unii observatori politici. Mickoski a declarat că el și partidul său sunt favorabili aderării la Uniunea Europeană și NATO, dar nu printr-o „capitulare”, adică respingând Acordul de la Prespa, semnat cu Grecia, care a soluționat disputa privind numele Macedoniei și a permis aderarea Macedoniei de Nord la NATO. El și partidul pe care îl conduce au devenit principalii participanți la protestele din iulie 2022 din Macedonia de Nord împotriva propunerii franceze pentru începerea negocierilor de aderare la UE. În august 2022, Mickoski a promis că va părăsi politica pentru totdeauna dacă bulgarii vor fi recunoscuți în constituția țării, cerință obligatorie inclusă în cadrul de negociere cu UE. În septembrie, a propus organizarea unui referendum prin care să fie anulat tratatul de prietenie dintre Bulgaria și Macedonia de Nord.
Mickoski are legături strânse cu premierul Ungariei, Viktor Orbán, și președintele Serbiei, Aleksandar Vučić, care oferă un model favorabil politicienilor din Balcanii de Vest cu înclinații autocratice.

### Prim-ministru (2024–prezent)

#### Alegeri și guvern

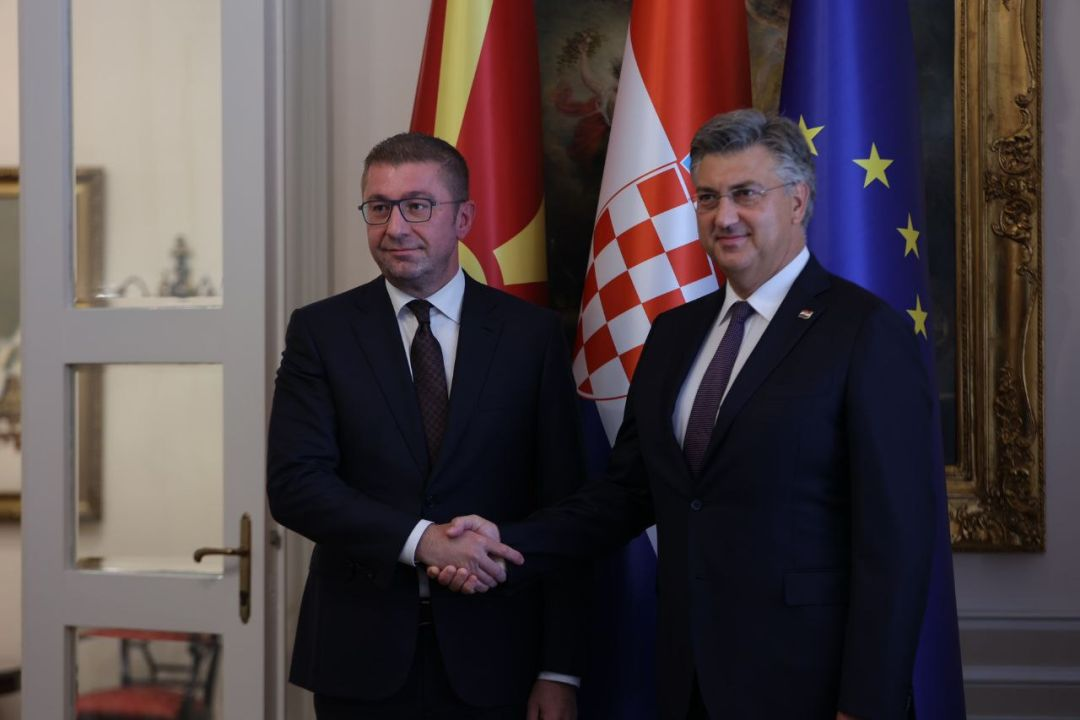
Mickoski împreună cu prim-ministrul Croației, Andrej Plenković, la Zagreb, 29 august 2024

După ce VMRO-DPMNE a obținut un număr relativ majoritar de locuri în Adunarea Macedoniei de Nord și a încheiat un acord de coaliție cu Coaliția VLEN și ZNAM în urma alegerilor parlamentare din 2024 din Macedonia de Nord, Mickoski a primit mandatul din partea președintei Gordana Siljanovska-Davkova pentru formarea noului guvern la 6 iunie. În discursul său din 23 iunie 2024, înaintea votului din Adunare pentru noul executiv, el a promis că guvernul său va acționa pentru reducerea taxelor, majorarea pensiilor, inițierea unui proiect de peste 200 de milioane de euro pentru proiecte municipale, investiții de un miliard de euro în economie, atragerea de noi investiții străine pentru crearea de locuri de muncă, gratuitatea manualelor pentru toți, combaterea corupției și stimularea unei creșteri economice de până la 5%. După vot, a devenit cel de-al 13-lea prim-ministru al țării.
După ce, cu puțin timp înainte de alegerea sa, a făcut referire la țara sa sub denumirea de „Macedonia” și a calificat numele constituțional Macedonia de Nord drept „rușinos”, Grecia a acuzat statul de încălcarea Acordului de la Prespa și a avertizat că aderarea la Uniunea Europeană riscă să fie blocată. Mickoski a promis, de asemenea, în discursul său, că atât timp cât va fi prim-ministru, minoritatea bulgară nu va fi recunoscută și nu vor mai exista modificări constituționale, calificând această cerință a UE drept un „dictat bulgar”. Cu această ocazie, partea bulgară a avertizat că intenția Macedoniei de Nord de a nu respecta angajamentele internaționale este inacceptabilă și incompatibilă cu parcursul european al țării.
Mickoski a numit în funcții miniștri apropiați și parteneri de partid, rezervând mai puține posturi pentru etnicii albanezi și desemnând un viceprim-ministru cu legături binecunoscute cu Rusia și Serbia: Ivan Stoilković. Executivul include, de asemenea, toți cei patru vicepreședinți ai VMRO-DPMNE, majoritatea dintre aceștia ocupând funcții importante în timpul regimului autocratic al fostului prim-ministru și lider al partidului, Nikola Gruevski. Guvernul este alcătuit în principal din membri ai VMRO-DPMNE, VLEN, ZNAM și ai Partidului Democrat al Sârbilor din Macedonia.
În septembrie 2024, Mickoski a înlocuit majoritatea experților, membri ai comisiei mixte cu Bulgaria, înființată în baza Tratatului de prietenie dintre cele două state, care urmărea obținerea unui consens privind interpretarea comună a istoriei ambelor țări și popoare. El i-a acuzat de neglijarea intereselor naționale macedonene.

#### Orientare geopolitică
În iulie 2024, Mickoski s-a întâlnit cu omologul său ungar, Viktor Orbán, în cadrul summitului NATO de la Washington. El a anunțat că a fost încheiat un acord economic pentru instituirea unei cooperări economice speciale între cele două state, ideea fiind ca Ungaria să acorde Macedoniei de Nord un credit financiar substanțial. Acordul a fost criticat de partidul de opoziție SDSM. Liderul acestuia, Venko Filipče, și-a exprimat îngrijorarea că o astfel de politică ar putea transforma țara într-o „ostatnică” a Ungariei și că Mickoski dorește să implementeze în Macedonia de Nord sistemul autocratic al lui Orbán. Potrivit unor surse de presă, după venirea la putere a VMRO-DPMNE, prioritățile de politică externă ale țării s-au schimbat, Mickoski urmărind să introducă „orbanismul” în Macedonia de Nord, asemenea predecesorului său, Gruevski, refugiat la Budapesta. În acest fel, Orbán ar fi văzut o oportunitate de a-și spori influența în regiune. Conform unor istorici bulgari, poziția lui Orbán în cadrul Uniunii Europene este una complicată și este esențial pentru Ungaria, stat fără ieșire la mare, să mențină linia feroviară Budapesta–Belgrad–Skopje–Atena, care îi oferă acces la Mediterana și la producția chineză.
În paralel, Mickoski a susținut că realizarea Coridorului Paneuropean VIII este nefezabilă. Acest proiect ar asigura o legătură feroviară directă între Macedonia de Nord, Albania și Bulgaria. Lucrările la calea ferată sunt în desfășurare de peste 30 de ani, însă cu rezultate modeste. Mickoski a propus realocarea fondurilor europene pentru modernizarea liniei Budapesta–Belgrad–Skopje–Atena, parte a inițiativei China-CEE, care conectează Macedonia de Nord cu Ungaria, Serbia și Grecia. Declarațiile sale privind imposibilitatea proiectului au fost respinse de conducerile căilor ferate din Macedonia de Nord și Bulgaria. Mai mult, Macedonia de Nord a semnat un memorandum privind construcția Coridorului VIII în cadrul summitului NATO de la Washington din 2024, la care Mickoski a fost prezent. Cu toate acestea, biroul său a anunțat că guvernul suspendă lucrările la acest coridor. Anumiți analiști consideră că, prin această decizie, Mickoski s-ar integra într-o nouă axă naționalistă între Skopje, Belgrad și Budapesta, menită să apere interesele Moscovei în Balcani. Alții văd în acest demers și o intervenție a Beijingului, care urmărește consolidarea coridorului de transport dintre Grecia și Ungaria ca parte a expansiunii sale europene. În practică, creditul financiar acordat Macedoniei de Nord de către Ungaria a fost garantat de China.
Unii observatori din Macedonia de Nord susțin, de asemenea, că Mickoski, urmând exemplul lui Orbán și al președintelui sârb Aleksandar Vučić, simpatizează și cu politicile lui Trump, ceea ce ar putea fi dăunător țării sale. Foști membri de frunte ai VMRO-DPMNE, precum Ljubčo Georgievski⁠(d) și Filip Petrovski, l-au acuzat pe Mickoski de „sârbizare” a Macedoniei de Nord. Analiști din Bulgaria consideră că acesta este, de fapt, un politician cu o orientare pronunțat anti-bulgară.
La 20 septembrie 2024, Mickoski a declarat, la Bruxelles, că țara sa nu va mai accepta niciun ultimatum pe parcursul său de aderare la UE. La 25 septembrie, Uniunea Europeană a anunțat separarea parcursului Albaniei de cel al Macedoniei de Nord în procesul de aderare, din cauza disputelor dintre Macedonia de Nord și Bulgaria legate de minoritatea bulgară, care blocaseră continuarea negocierilor. În urma acestei decizii, Albania și-a continuat separat procesul de aderare la 15 octombrie.

## Viața personală și opinii
Mickoski este căsătorit și are doi copii. Pe lângă limba maternă, macedoneana, cunoaște și limba engleză, precum și puțin italiană.
La scurt timp după preluarea mandatului, au fost publicate rezultatele recensământului albanez din 2023, conform cărora în Albania trăiesc puțin peste 7.000 de bulgari și aproximativ 2.000 de macedoneni. Cu această ocazie, Mickoski a afirmat că aceste rezultate sunt consecința propagandei și politicii asimilaționiste a Bulgariei, precum și a nepăsării fostului guvern. Referindu-se la cazul macedonenilor care dețin pașapoarte bulgărești, Mickoski a susținut că această situație este legată de aderarea Bulgariei la Uniunea Europeană și că toți macedonenii își vor rupe pașapoartele bulgărești după ce Macedonia de Nord va fi acceptată în UE. El a menționat că doar câteva sute de cetățeni ai Macedoniei de Nord se identifică drept bulgari, în timp ce mica minoritate macedoneană din Bulgaria numără zeci de mii de persoane.
La 28 mai 2025, Mickoski a îndemnat Parlamentul European să adopte Raportul privind progresul anual al țării, insistând ca acesta să recunoască identitatea macedoneană și limba macedoneană drept realități seculare. Totodată, a acuzat Bulgaria că încearcă să le prezinte ca fiind construcții recente, artificiale, cu rădăcini bulgărești. Cu toate acestea, Parlamentul European nu a acceptat aceste idei. În consecință, Mickoski a acuzat Bulgaria că urmărește distrugerea națiunii și identității macedonene.